# Prijevoj Gerlos
Prijevoj Gerlos (1500 m/nm) je planinski prijevoj u austrijskim Alpama između regije Oberpinzgau u pokrajini Salzburg i doline Zillertal u Tirolu. Stara cesta vodi od Wald im Pinzgau do Gerlosa u dolini Zillertal. Zatvoreno je za prijevoz kamionima i nije uvijek otvoreno zimi. Nova cesta s naplatom cestarine koja je otvorena tijekom cijele godine izgrađena je 1960-ih od Krimmla do Gerlosa.

## Povijest
Prva cesta preko prijevoja Gerlos izgrađena je 1630. godine. Cesta Gerlosstraße preko pašnjaka Filzsteinalm i ravnice Gerlos dovršena je 1962. Rezervoar Durlaßboden i elektrane Tauernkraftwerke nalaze se na zapadnoj padini.

## Vanjske poveznice
|  | Zajednički poslužitelj ima još gradiva o temi Prijevoj Gerlos |

- Profil na climbbybike.com  Arhivirana inačica izvorne stranice od 29. rujna 2007. (Wayback Machine)